# 火星求生
《火星求生》是由保加利亚游戏工作室Haemimont Games开发、Paradox Interactive发行的城市建造游戏。它于2018年3月15日面向Microsoft Windows、macOS、Linux、PlayStation 4和Xbox One发行。游戏中玩家在火星上建立殖民地并维持殖民者的生存。

## 游戏内容
游戏根据真实的火星数据建模。玩家负责制造资源、建造穹顶建筑物并管理火星殖民地居民。氧气、水、住所和食物需要玩家优先管理。
游戏中的“谜团”功能为殖民地增加了各种事件，包括瘟疫、战争、敌对势力、人工智能起义、外星人等。玩家选定的着陆点含有各种资源，例如混凝土和稀有金属，玩家可以选择将这些资源运回地球以获取资金。着陆点也会产生各种自然灾害，为游戏增加难度。

## 开发历程
曾开发过《海岛大亨》系列游戏的开发商Haemimont Games主导了游戏的开发。开发小组研究了现实中科学家对火星进行殖民化的设想，然后将其转变为游戏元素。游戏的美术设计灵感来自《杰森一家》和《飞出个未来》。发行商Paradox Interactive在2017年5月宣布游戏时，将游戏称为“硬核生存城市建设游戏”。游戏于2018年3月15日面向Windows，macOS，PlayStation 4和Xbox One发行。支持游戏模组（MOD）。游戏发行了两个可下载内容（DLC），分别是《绿色星球》（Green Planet）和《太空竞赛》（Space Race）。Paradox Interactive发行的游戏《城市：天际线》为庆祝这款游戏发行而发布了一个更新 。

## 评价
游戏得到了普遍好评。